# La Oroya (distrikt)
La Oroya (spanska: Distrito de La Oroya) är ett av tio distrikt som utgör provinsen Yauli, beläget i departementet Junín i centrala delarna av Anderna i Peru. Befolkningen uppgår till 14 021 invånare.

## Historik
La Oroya, även känd som Perus metallurgiska huvudstad, sedan det metallurgiska gruvkomplexet i Cerro de Pasco Copper Corporation tillkom 1922. När general Juan Velasco Alvarado bildade regering, nationaliserade han gruvkomplexet tillsammans med flera andra gruvanläggningar, vilka bildade det statliga företaget Centromin-Peru. Under Alberto Fujimoris regering 1997, upplöstes Centromin Perú och dess komponenter privatiserades. När det gäller CMLO (Complejo Metalúrgico de La Oroya) övergick det till det nordamerikanska kapitalbolaget Doe Run Peru.
Distriktet La Oroya bildades 1893 under Remigio Morales Bermúdez regering.

## Geografi
Distriktet La Oroya täcker en yta av 388,42 km².